# Karel VII. Bavorský

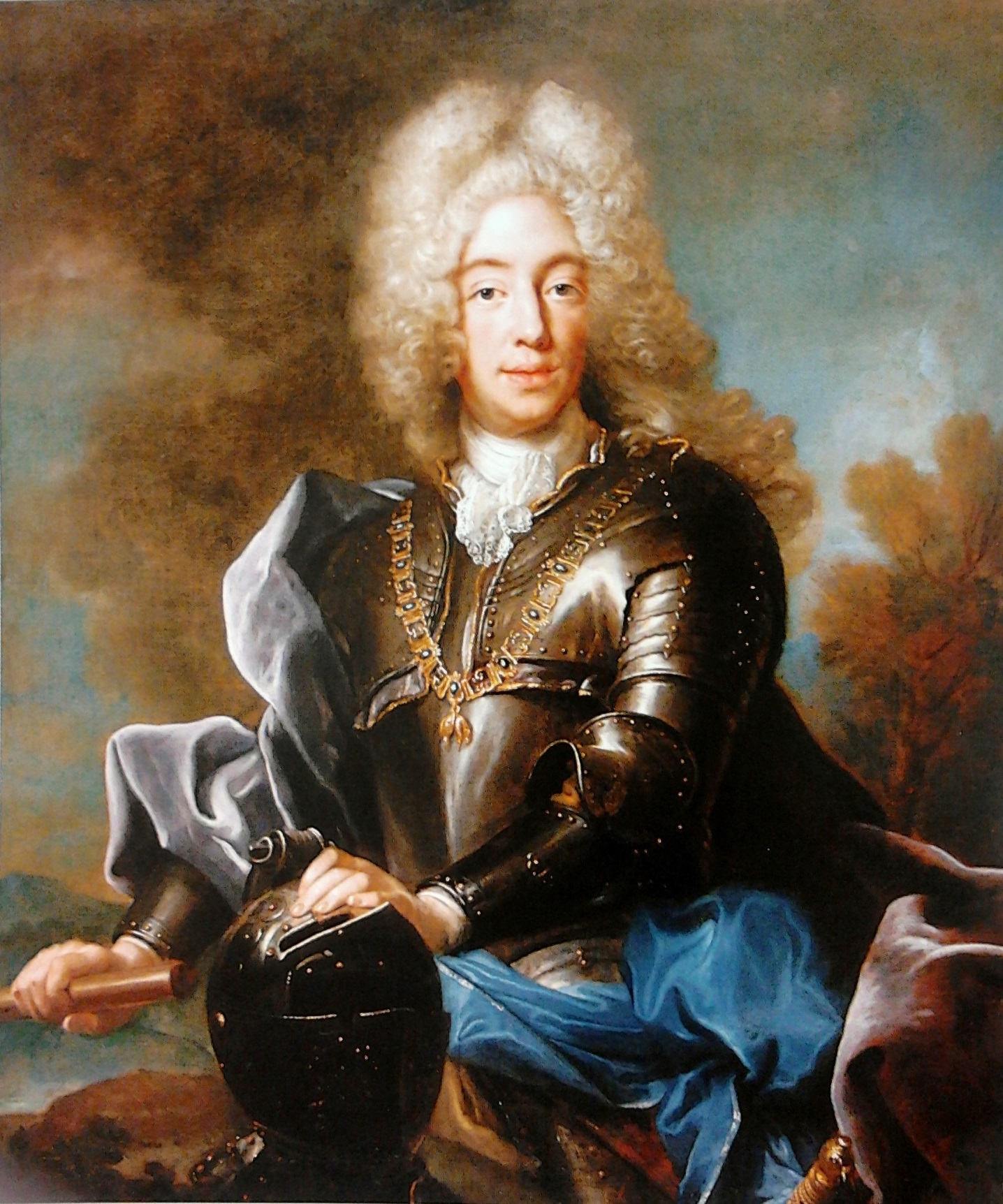
Karel Albrecht

Karel VII. Albrecht Bavorský (6. srpna 1697 Brusel – 20. ledna 1745 Mnichov) byl od 26. února 1726 bavorský kníže-kurfiřt a od 24. ledna 1742 do své smrti císař Svaté říše římské. V letech 1741 až 1743 byl také českým králem (jako Karel III.). Karel byl členem rodu Wittelsbachů a jeho vláda jako císaře Svaté říše římské tak znamenala konec tří století nepřetržité habsburské císařské nadvlády, přestože byl s Habsburky příbuzný pokrevně i přes sňatek.
Karel byl nejstarším synem Maxmiliána II. Emanuela, bavorského kurfiřta, a polské princezny Terezy Kunhuty Sobieské. Kurfiřtem se stal po smrti svého otce v roce 1722. V roce 1726 se Karel oženil s arcivévodkyní Marií Amálií Rakouskou, dcerou císaře Svaté říše římské Josefa I. a neteří císaře Karla VI. Pár spolu měl sedm dětí. Po smrti Karla VI. v roce 1740 si kurfiřt Karel nárokoval Rakouské arcivévodství a nakrátko získal český trůn. V roce 1742 byl zvolen císařem Svaté říše římské. Vládl až do své smrti o tři roky později.

## Mládí
Narodil se jako syn bavorského kurfiřta Maxmiliána II. a Terezy Sobieské, z matčiny strany byl tedy vnukem polského krále Jana III. Sobieského. Roku 1699, po smrti svého staršího nevlastního bratra Josefa Ferdinanda, se stal dědicem bavorského vévodství. Ve válce o španělské dědictví byl zajat rakouským vojskem a odveden na výchovu do jezuitského gymnázia. Po skončení války pobýval v Itálii a pomáhal v bojích o Bělehrad.

## Život
V říjnu 1722 se ve Vídni oženil s Marií Amálií Habsburskou, mladší dcerou císaře Josefa I. V roce 1726 se stal jako Karel I. Albert nástupcem svého otce a po smrti císaře Karla VI. neuznal Pragmatickou sankci a postavil se proti Marii Terezii. V rámci válek o rakouské dědictví uchvátil vojensky část rakouského dědictví Habsburků včetně Království českého. Francouzské vojsko pod velením maršála de Saxe dobylo 26. listopadu 1741 Prahu a Karel Albrecht se dne 9. prosince 1741 nechal provolat protikrálem (korunovační klenoty byly ukryty ve Vídni) jako Karel III. Legálním králem českým byla od roku 1740 Marie Terezie, nicméně značná část české šlechty vzdala Karlu Albrechtovi 19. prosince hold. V lednu 1742 byl – za podpory francouzských vojsk – zvolen císařem jako Karel VII. a ve Frankfurtu nad Mohanem korunován svým bratrem, kolínským arcibiskupem a kurfiřtem Klementem Augustem. Po několika porážkách v roce 1744 a znovudobytí uchvácených území (včetně Království českého), jakož i Bavorska vojsky Marie Terezie však fakticky byl císařem bez území (neměl oporu ani v jedné části monarchie a musel uprchnout i z Bavorska). Jeho nástupce v Bavorsku, syn Maxmilián III., se vzhledem k rakouské vojenské převaze vzdal císařských ambicí a v dubnu 1745 uzavřel s Marií Terezií mír.

## Rodina
S manželkou Marií Amálií Habsburskou (22. 10. 1701 – 11. 12. 1756) měl následující potomky:
- 1. Maxmiliana Marie (*/† 1723)[8]
- 2. Marie Antonie (18. 7. 1724 Mnichov – 23. 4. 1780 Drážďany),[9] pohřbena i s manželem v drážďanské katedrále Nejsvětější Trojice[10]
⚭ 1747 Fridrich Kristián Saský (5. 9. 1722 Drážďany – 17. 12. 1763 tamtéž), kurfiřt saský od října 1763 až do své smrti[11]
- 3. Tereza Benedikta (6. 12. 1725 Mnichov – 29. 3. 1743 Frankfurt nad Mohanem), svobodná a bezdětná[12]
- 4. Maxmilián III. Josef (28. 3. 1727 Mnichov – 30. 12. 1777 tamtéž), bavorský kurfiřt od roku 1747 až do své smrti[13]
⚭ 1747 Marie Anna Saská (29. 8. 1728 Drážďany – 17. 2. 1797 Mnichov)[14]
- 5. Josef Ludvík (25. 8. 1728 Mnichov – 2. 12. 1733 tamtéž)[15]
- 6. Marie Anna Josefa (7. 8. 1734 Mnichov – 7. 5. 1776 tamtéž)[16]
⚭ 1755 Ludvík Jiří Bádenský (7. 6. 1702 Karlsruhe – 22. 10. 1761 Rastatt), bádenský markrabě od roku 1707 až do své smrti[17]
- 7. Marie Josefa (30. 3. 1739 Mnichov – 28. 5. 1767 Vídeň)[18]
⚭ 1765 Josef II. (13. 3. 1741 Vídeň – 20. 2. 1790 tamtéž), císař Svaté říše římské v letech 1765–1790 a král uherský, král český, markrabě moravský v letech 1780–1790[19]

## Vývod z předků
|                     |                                |  |                |                                       |  |  |  |  |  |  |  | Vilém V. |
|                     |                                |  |                |                                       |  |  |  |  |  |  |  |          |
|                     | Maxmilián I.                   |  |                |                                       |  |  |  |  |  |  |  |          |
|                     |                                |  |                |                                       |  |  |  |  |  |  |  |          |
|                     |                                |  |                | Renata Lotrinská                      |  |  |  |  |  |  |  |          |
|                     |                                |  |                |                                       |  |  |  |  |  |  |  |          |
|                     | Ferdinand Maria Bavorský       |  |                |                                       |  |  |  |  |  |  |  |          |
|                     |                                |  |                |                                       |  |  |  |  |  |  |  |          |
|                     |                                |  |                | Ferdinand II. Štýrský                 |  |  |  |  |  |  |  |          |
|                     |                                |  |                |                                       |  |  |  |  |  |  |  |          |
|                     | Marie Anna Habsburská          |  |                |                                       |  |  |  |  |  |  |  |          |
|                     |                                |  |                |                                       |  |  |  |  |  |  |  |          |
|                     |                                |  |                | Marie Anna Bavorská                   |  |  |  |  |  |  |  |          |
|                     |                                |  |                |                                       |  |  |  |  |  |  |  |          |
|                     | Maxmilián II. Emanuel          |  |                |                                       |  |  |  |  |  |  |  |          |
|                     |                                |  |                |                                       |  |  |  |  |  |  |  |          |
|                     |                                |  |                | Karel Emanuel I. Savojský             |  |  |  |  |  |  |  |          |
|                     |                                |  |                |                                       |  |  |  |  |  |  |  |          |
|                     | Viktor Amadeus I.              |  |                |                                       |  |  |  |  |  |  |  |          |
|                     |                                |  |                |                                       |  |  |  |  |  |  |  |          |
|                     |                                |  |                | Kateřina Michaela Španělská           |  |  |  |  |  |  |  |          |
|                     |                                |  |                |                                       |  |  |  |  |  |  |  |          |
|                     | Jindřiška Adéla Marie Savojská |  |                |                                       |  |  |  |  |  |  |  |          |
|                     |                                |  |                |                                       |  |  |  |  |  |  |  |          |
|                     |                                |  |                | Jindřich IV. Francouzský              |  |  |  |  |  |  |  |          |
|                     |                                |  |                |                                       |  |  |  |  |  |  |  |          |
|                     | Kristina Bourbonská            |  |                |                                       |  |  |  |  |  |  |  |          |
|                     |                                |  |                |                                       |  |  |  |  |  |  |  |          |
|                     |                                |  |                | Marie Medicejská                      |  |  |  |  |  |  |  |          |
|                     |                                |  |                |                                       |  |  |  |  |  |  |  |          |
| Karel VII. Bavorský |                                |  |                |                                       |  |  |  |  |  |  |  |          |
|                     |                                |  |                |                                       |  |  |  |  |  |  |  |          |
|                     |                                |  | Marek Sobieski |                                       |  |  |  |  |  |  |  |          |
|                     |                                |  |                |                                       |  |  |  |  |  |  |  |          |
|                     | Jakub Sobieski                 |  |                |                                       |  |  |  |  |  |  |  |          |
|                     |                                |  |                |                                       |  |  |  |  |  |  |  |          |
|                     |                                |  |                | Jadwiga Snopkowska                    |  |  |  |  |  |  |  |          |
|                     |                                |  |                |                                       |  |  |  |  |  |  |  |          |
|                     | Jan III. Sobieski              |  |                |                                       |  |  |  |  |  |  |  |          |
|                     |                                |  |                |                                       |  |  |  |  |  |  |  |          |
|                     |                                |  |                | Jan Daniłowicz                        |  |  |  |  |  |  |  |          |
|                     |                                |  |                |                                       |  |  |  |  |  |  |  |          |
|                     | Zofia Teofila Daniłowiczówna   |  |                |                                       |  |  |  |  |  |  |  |          |
|                     |                                |  |                |                                       |  |  |  |  |  |  |  |          |
|                     |                                |  |                | Zofia Żółkiewska                      |  |  |  |  |  |  |  |          |
|                     |                                |  |                |                                       |  |  |  |  |  |  |  |          |
|                     | Tereza Kunhuta Sobieská        |  |                |                                       |  |  |  |  |  |  |  |          |
|                     |                                |  |                |                                       |  |  |  |  |  |  |  |          |
|                     |                                |  |                | Antoine de La Grange d'Arquien        |  |  |  |  |  |  |  |          |
|                     |                                |  |                |                                       |  |  |  |  |  |  |  |          |
|                     | Henri de la Grange d'Arquien   |  |                |                                       |  |  |  |  |  |  |  |          |
|                     |                                |  |                |                                       |  |  |  |  |  |  |  |          |
|                     |                                |  |                | Antoine de La Grange d'Arquien        |  |  |  |  |  |  |  |          |
|                     |                                |  |                |                                       |  |  |  |  |  |  |  |          |
|                     | Marie Kazimíra d’Arquien       |  |                |                                       |  |  |  |  |  |  |  |          |
|                     |                                |  |                |                                       |  |  |  |  |  |  |  |          |
|                     |                                |  |                | Baptiste de La Châtre of Bruillebault |  |  |  |  |  |  |  |          |
|                     |                                |  |                |                                       |  |  |  |  |  |  |  |          |
|                     | Françoise de la Châtre         |  |                |                                       |  |  |  |  |  |  |  |          |
|                     |                                |  |                |                                       |  |  |  |  |  |  |  |          |
|                     |                                |  |                | Gabrielle Lamy                        |  |  |  |  |  |  |  |          |
|                     |                                |  |                |                                       |  |  |  |  |  |  |  |          |